# Nicholas Garland
Nicholas Withycombe Garland (Londres, 1 de setembro de 1935) é um cartunista político britânico, que trabalha para a Daily Telegraph. Ele já desenhara para The New Statesman, The Spectator e The Independent.

## Biografia e Carreira
Filho de um casal comunista - dr. Thomas Garland e da escultora Peggy Garland, mudou-se com os pais aos onze anos para a Nova Zelândia, mas retornou a Londres, para estudar, aos dezenove.
Garland já ilustrou o personagem Barry McKenzie para Barry Humphries em Private Eye. Estudou na Slade School of Fine Art, e trabalhou várias anos como gerente de palco e diretor.
Nicholas também é o pai do roteirista britânico Alex Garland.